# Sonic Boom Over Europe Tour
Sonic Boom Over Europe Tour (o con il suo titolo originale Sonic Boom Over Europe: From the Beginning to the Boom) è stato un tour dalla band hard rock statunitense Kiss, intrapreso tra il 1º maggio ed il 27 giugno del 2010, per promuovere l'uscita dell'album omonimo.

## Il tour
Il tour iniziò a Sheffield, nel Regno Unito alla Sheffield Arena, ad inizio maggio e si concluse al Graspop Metal Meeting Festival di Dessel, in Belgio a fine giugno. La tappa inglese segnò il primo tour della band nelle arene al coperto nel Regno Unito dal 1996, il loro primo spettacolo in Irlanda dal 1988 ed il loro concerto di debutto in Slovacchia. Il gruppo si esibì in numerosi festival musicali durante il tour, inclusi i festival Rock Am Ring, Sauna Open Air ed Hellfest.
Ogni spettacolo fu registrato e venduto ai fan su una chiave USB, dopo il concerto.

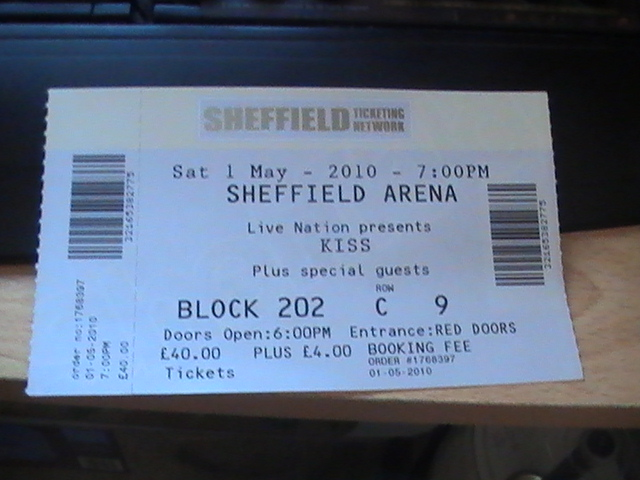
Biglietto per lo spettacolo di Sheffield, in Inghilterra

Prima dell'inizio del tour, il 2 marzo 2010, il gruppo suonò in uno spettacolo promozionale all'Islington Academy di Londra, davanti a circa 800 persone. Tre canzoni dovettero essere tagliate dal set di 15 canzoni a causa di problemi con i contenitori di CO2 usati per rilasciare i coriandoli durante Rock And Roll All Nite.
Un successivo tour, intitolato The Hottest Show On Earth, fu seguito alla fine di luglio 2010, raggiungendo i mercati nordamericani.
Nel programma del tour finale della band, Singer ha riflettuto su questo:
(Eric Singer, 2019)

## Date
| Data           | Città           | Stato           | Luogo                         | Biglietti venduti / Biglietti disponibili | Incasso     |
| -------------- | --------------- | --------------- | ----------------------------- | ----------------------------------------- | ----------- |
| 1 maggio 2010  | Sheffield       | Inghilterra     | Sheffield Arena               | 5 990 / 7 000                             | $367 024    |
| 2 maggio 2010  | Newcastle       | Inghilterra     | Metro Radio Arena             | 5 782 / 7 500                             | $353 174    |
| 4 maggio 2010  | Liverpool       | Inghilterra     | Echo Arena                    | ~4 000 / 10 600                           | N.D.        |
| 5 maggio 2010  | Birmingham      | Inghilterra     | Resorts World Arena           | 10 427 / 11 500                           | $633 073    |
| 7 maggio 2010  | Dublino         | Irlanda         | 3Arena                        | 6 505 / 12 348                            | $439 008    |
| 9 maggio 2010  | Glasgow         | Scozia          | SEC Centre                    | 9 457 / 9 796                             | $579 457    |
| 10 maggio 2010 | Manchester      | Inghilterra     | Manchester Arena              | 12 229 / 15 090                           | $749 305    |
| 12 maggio 2010 | Londra          | Inghilterra     | Wembley Arena                 | ~5 000 / 12 500                           | N.D.        |
| 13 maggio 2010 | Londra          | Inghilterra     | Wembley Arena                 | 10 402 / 10 946                           | $619 572    |
| 16 maggio 2010 | Zurigo          | Svizzera        | Hallenstadion                 | ~12 500 / 13 000                          | N.D.        |
| 17 maggio 2010 | Ginevra         | Svizzera        | SEG Geneva Arena              | ~8 500 / 9 500                            | N.D.        |
| 18 maggio 2010 | Milano          | Italia          | Mediolanum Forum              | 10 943 / 10 943                           | $878 963    |
| 20 maggio 2010 | Vienna          | Austria         | Wiener Stadthalle             | ~12 000 / 12 200                          | N.D.        |
| 21 maggio 2010 | Ostrava         | Repubblica Ceca | ČEZ Aréna                     | ~11 000 / 12 000                          | N.D.        |
| 23 maggio 2010 | Praga           | Repubblica Ceca | O2 Arena                      | ~17 500 / 18 000                          | N.D.        |
| 25 maggio 2010 | Lipsia          | Germania        | Arena Leipzig                 | ~7 500 / 12 000                           | N.D.        |
| 26 maggio 2010 | Berlino         | Germania        | Mercedes-Benz Arena           | 6 522 / 13 195                            | $491 770    |
| 28 maggio 2010 | Budapest        | Ungheria        | Papp László Sportaréna        | ~7 000 / 12 500                           | N.D.        |
| 29 maggio 2010 | Bratislava      | Slovacchia      | Štadión Pasienky              | ~12 000 / 12 500                          | N.D.        |
| 31 maggio 2010 | Amburgo         | Germania        | Barclaycard Arena             | 9 236 / 13 220                            | $629 763    |
| 1 giugno 2010  | Oberhausen      | Germania        | König Pilsener Arena          | 11 082 / 11 082                           | $761 278    |
| 3 giugno 2010  | Nürburgring     | Germania        | Rock am Ring Festival         | 85 000 / 85 000                           | $14 428 369 |
| 5 giugno 2010  | Nuremberg       | Germania        | Rock im Park Festival         | 62 500 / 65 000                           | $10 685 973 |
| 8 giugno 2010  | Trondheim       | Norvegia        | Lerkendal Stadion             | 8 506 / 20 000                            | $987 228    |
| 10 giugno 2010 | Tampere         | Finlandia       | Sauna Open Air Metal Festival | 23 000                                    | N.D.        |
| 12 giugno 2010 | Stoccolma       | Svezia          | Olympiastadion                | 29 552 / 31 000                           | $1 689 370  |
| 13 giugno 2010 | Malmö           | Svezia          | Malmö Stadion                 | 21 000 / 21 000                           | $1 770 505  |
| 14 giugno 2010 | Oslo            | Norvegia        | Vallhall Arena                | 9 761 / 12 800                            | $1 132 886  |
| 16 giugno 2010 | Aalborg         | Danimarca       | Gigantium                     | ~4 000 / 8 500                            | N.D.        |
| 18 giugno 2010 | Arnhem          | Paesi Bassi     | GelreDome                     | 11 254 / 12 000                           | $759 066    |
| 20 giugno 2010 | Clisson         | Francia         | Hellfest                      | ~23 000                                   | N.D.        |
| 22 giugno 2010 | Madrid          | Spagna          | Palacio de Deportes           | ~16 000 / 16 000                          | N.D.        |
| 24 giugno 2010 | Barcellona      | Spagna          | Palau Sant Jordi              | ~11 000 / 22 000                          | N.D.        |
| 25 giugno 2010 | Vitoria-Gasteiz | Spagna          | Azkena Rock Festival          | 17 389 / 20 000                           | N.D.        |
| 27 giugno 2010 | Dessel          | Belgio          | Graspop Metal Festival        | ~50 000                                   | N.D.        |
| Totale         | Totale          | Totale          | Totale                        | ~567 537                                  | $37 955 784 |

## Scaletta

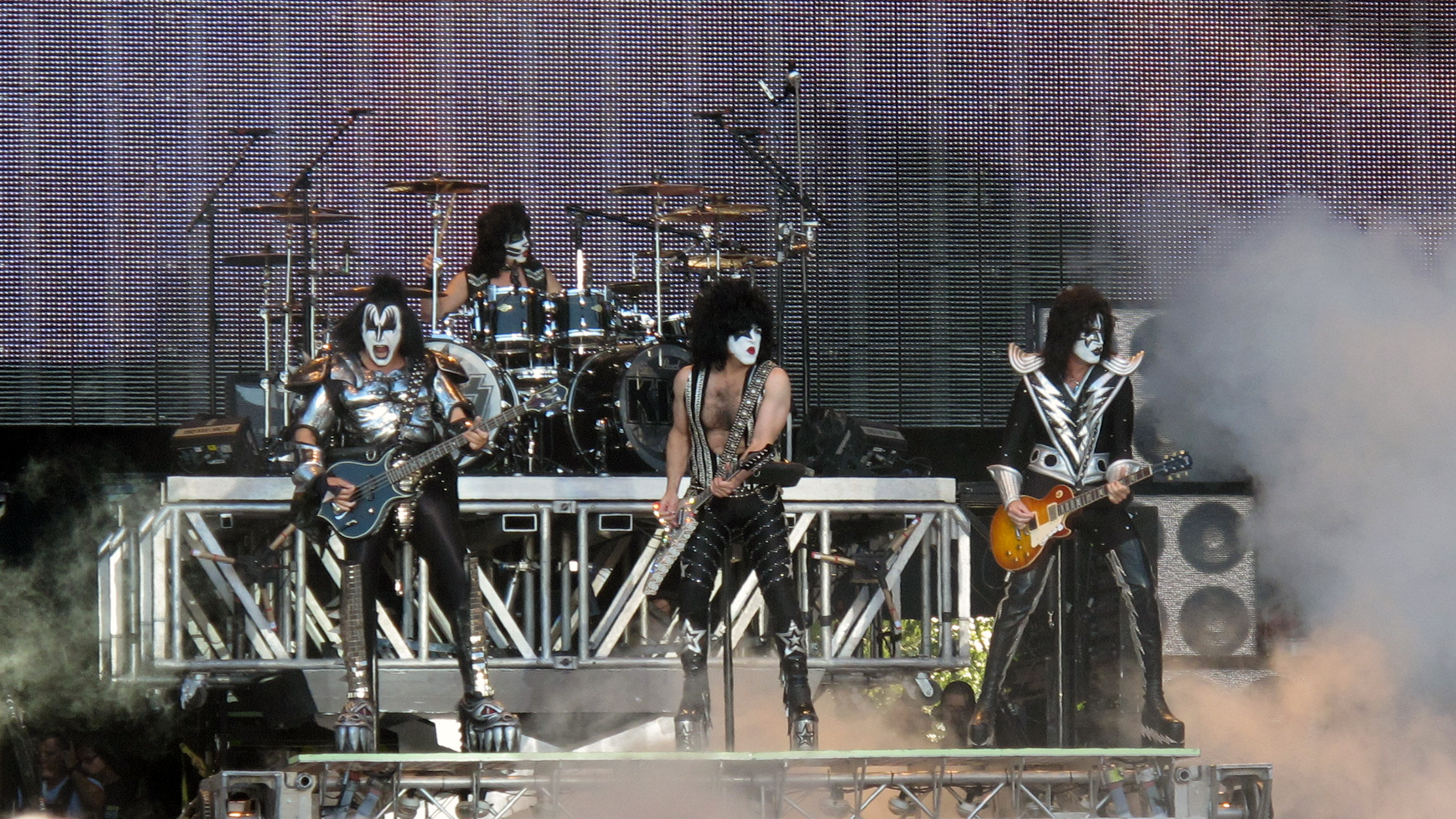
I Kiss sul palco durante la data Sauna Open Air a Tampere, in Finlandia

La scaletta comprendeva tre canzoni dell'album: Modern Day Delilah, Say Yeah ed I'm An Animal. Venne inclusa anche Crazy Crazy Nights, eseguita dal vivo per la prima volta dall'Hot In The Shade Tour, del 1990. A partire dalla data d'Amburgo, in Germania, Beth venne aggiunta alla scaletta. Fu la prima volta che la canzone venne eseguita dal vivo dal World Domination Tour, nel 2003 e che fu suonata acusticamente dall'apparizione dei Kiss su MTV Unplugged, nel 1995.

### Scaletta principale
1. Modern Day Delilah
2. Cold Gin
3. Let Me Go, Rock 'N Roll
4. Firehouse
5. Say Yeah
6. Deuce
7. Crazy Crazy Nights
8. Calling Dr. Love
9. Shock Me (con assolo ed improvvisazione di Tommy Thayer ed Eric Singer)
10. I'm An Animal
11. 100,000 Years
12. I Love It Loud (con sputaggio di sangue di Gene Simmons e volo dello stesso)
13. Love Gun
14. Black Diamond
15. Detroit Rock City

Altre canzoni suonate
1. Beth[18]
2. Lick It Up (con l'intermezzo di Won't Get Fooled Again)
3. Shout It Out Loud
4. I Was Made For Lovin' You (Paul Stanley vola verso il palcoscenico B)
5. God Gave Rock 'N Roll To You II
6. Rock And Roll All Nite

### Spettacolo di promozione
1. Modern Day Delilah
2. Cold Gin
3. Let Me Go, Rock 'N Roll
4. Say Yeah
5. Calling Dr. Love
6. Got To Choose
7. I Love It Loud
8. 100,000 Years
9. Love Gun
10. Black Diamond
11. Rock And Roll All Nite
12. Detroit Rock City